# Ким Джону
Ким Джону (кор. 김정우; род. 19 февраля 1998 года, Кунпхо, Южная Корея) — южнокорейский певец. Является участником южнокорейского бойбенда NCT и занимает позиции вокалиста и танцора. Состоит в юнитах NCT U, NCT 2018 и NCT 127 (с сентября 2018 года).

## Биография
Ким Джону родился 19 февраля 1998 года в Санбон, Кунпхо, Южная Корея, через 4 года семья переехала в Гимпо. У него есть старшая сестра и йоркширский терьер по имени Обок. Джону ходил в высшую техническую школы Гимпо и получил образование инженера-строителя. Увлекался футболом и брал уроки танцев. Также в детстве занимался хапкидо. Знает китайский язык.
Джону стал трейни SM в 2014, пройдя открытое субботнее прослушивание SM. Среди стажёров был известен под прозвищем no.9. 18 апреля 2017 года он появился в клипе Йесона «Paper Umbrella», тогда же его официально представили как часть SM Rookies.

## Карьера
15 января 2018 года SM Entertainment анонсировали юнит NCT 2018, куда вошли все 18 участников группы. 30 января было выпущено видео «NCT 2018 Yearbook #1», где были представлены новые участники: Кун, Лукас и Джону. 18 февраля Джону дебютировал в составе NCT U с синглом «BOSS».
17 сентября 2018 года Джону был представлен как 10-й участник NCT 127, а 12 октября дебютировал в составе этого юнита в США с полноформатным альбомом «Regular-Irregular».
С 6 августа 2019 года по 26 января 2020 года Джону не принимал участие в деятельности группы по причине здоровья.
23 января SM подтвердили, что NCT127 готовятся к камбэку вместе с Джону.
25 января в твиттере NCT127 он выложил поздравление с Лунным Новым годом, что стало его первым твитом за всё время отсутствия.
26 января состоялся релиз песни и клипа «Dreams Come True», где Джону появился впервые с момента начала своего хиатуса. Также было объявлено о выходе второго полноформатного альбома под названием «Neo Zone».